# Демшино (Липецкая область)
Демшино — село в Усманском районе Липецкой области России. Входит в состав Поддубровского сельсовета.

## География
Село находится в юго-восточной части Липецкой области, в лесостепной зоне, в пределах Окско-Донской равнины, на берегах реки Излегощи, на расстоянии примерно 14 километров (по прямой) к западу-северо-западу (WNW) от города Усмань, административного центра района. Абсолютная высота — 112 метров над уровнем моря.
Климат
Климат умеренно континентальный с тёплым летом и умеренно холодной зимой. Среднегодовое количество осадков — 511 мм. Максимальное их количество выпадает в период с мая по октябрь. Средняя температура самого холодного месяца (января) составляет −9°С, самого тёплого (июля) — 20°С.
Часовой пояс
Село Демшино, как и вся Липецкая область, находится в часовой зоне МСК (московское время). Смещение применяемого времени относительно UTC составляет +3:00.

## История
Была основана в 30-х годах XVII века. В 1644 году, во время татарского набега, подверглась разорению. В 1650 году, в связи со строительством Белгородской оборонительной черты, восстановлена. В конце XVII века Демшино обрело статус села.

## Население
| 2010 | 2011 |
| ---- | ---- |
| 351  | →351 |

Гендерный состав
По данным Всероссийской переписи населения 2010 года в гендерной структуре населения мужчины составляли 46,2 %, женщины — соответственно 53,8 %.
Национальный состав
Согласно результатам переписи 2002 года, в национальной структуре населения русские составляли 93 % из 349 чел.

### Известные жители
- Дымов, Семён Дмитриевич (1895—1979) — бригадир колхоза «Прогресс» Добринского района Липецкой области, Герой Социалистического Труда (1948).
- Зарин, Сергей Михайлович (1875—1935) — русский советский богослов, библеист.

## Инфраструктура
Действуют фельдшерско-акушерский пункт и библиотека.

## Улицы
Уличная сеть села состоит из четырёх улиц.